# Ольштын
О́льштын (пол. Olsztynо файле [ˈɔlʂtɨn]), до 1945 года Алленштайн (нем. Allensteinо файле) — город на севере Польши на реке Лына, административный центр Варминьско-Мазурского воеводства.

## Географическое положение
Географически Ольштын расположен в Ольштынском озёрном крае, в ландшафтных границах которого находятся 11 крупных озёр и множество лесов.
Город лежит в полосе остаточной ледниковой морены. Самая высокая точка в Ольштыне находится на высоте 155 м над уровнем моря, самая низкая — 88 м над уровнем моря.
Парковые зоны занимают в городе 560 га (6,5 % территории). На территории Ольштына имеются два природных заказника общей площадью 14 га с торфяно-болотной растительностью.

### Водные ресурсы
По городу протекают три реки: Лына, Вадонг (пол. Wadąg) и Кортувка (пол. Kortówka). В административных границах города находятся 15 озёр, в том числе 13 с площадью более 1 га.
Общая площадь озёр в Ольштыне составляет около 720 га (8,15 % территории города). Их распределение неравномерно (больше в западной части).

### Климат
Город находится в зоне умеренного климата, переходного от морского к континентальному. Среднегодовое количество осадков 600 мм. Среднегодовая температура воздуха +6,6 °C с максимумом в июле (+17,7 °C) и минимумом в январе (-3,5 °C). Дней с осадками около 160, дней с отрицательными температурами 140, снежный покров в среднем бывает 83 дня. В течение года в розе ветров преобладают юго-западные и западные направления.

## История
Первое упоминание о городе относится к 1334 году, когда Генрих фон Лютер (Henryk von Luter) основал у изгиба реки Лына на границе пущи деревянную сторожевую башню и дал ей имя Алленштейн (замок у Лыны, Alna — прусское имя реки). Городское право Алленштейну было дано 31 октября 1353 года.
Ещё до этого, в 1347 году, начали строить замок, который был завершён в 1353 году, но в последующие века неоднократно перестраивался. В 1370—1380 годах был построен храм св. Якова — нынешний Ольштынский собор, который считается одним из лучших образцов архитектуры кирпичной готики в Польше. По сей день сохранилась заложенная в те времена уличная сеть и часть городских укреплений, а многие существующие сегодня дома Старого города сооружены на средневековых фундаментах.
Многочисленные войны XV века наносили значительный урон городу. В 1414 году Алленштайн был разрушен войсками короля Владислава Ягелло. В 1440 году город вошёл в Прусскую конфедерацию, созданную для противодействия Тевтонскому ордену. В 1454 году горожане участвовали в восстании против Тевтонского ордена и захватили замок, признав суверенитет польского короля, но год спустя город вновь был занят тевтонскими рыцарями. В соответствии с мирным договором, заключённым в 1466 году в городе Торунь, Ольштын и вся Вармия попали под польский протекторат. Город был столицею Эрмландского епископства и приобретён поляками в 1520 году.
В 1519—1521 годах крестоносцы разорили южную часть Вармии. В это время администратором капитула Вармии был фромборкский каноник Николай Коперник. Он подготовил Ольштынский замок для эффективной защиты от ожидаемого нападения со стороны тевтонских рыцарей (1521).
Следующее столетие привело к процветанию города, удобно расположенного на оживлённом маршруте Кёнигсберг-Варшава. Жители зарабатывали торговлей и ремеслом, посредничеством между Польшей и балтийскими портами. Развитие было остановлено разразившейся Северной войной, а из-за эпидемии чумы 1709—1712 годов город практически полностью обезлюдел.
В XVIII веке город вновь начал развиваться. Во время раздела Польши Вармия была включена в состав Королевства Пруссия. Город и замок стал собственностью короля Пруссии.
Во время наполеоновских войн город был вновь разорён. 3 февраля 1807 года в Ольштыне останавливался Наполеон Бонапарт.
После наполеоновских войн в Пруссии было создано местное самоуправление, в 1818 году создан Ольштынский повет.
После 1818 года город начал развиваться за пределы стен Старого города. В 1867 году была открыта современная по тем временам больница, в 1872—1873 годы через город пролегла железнодорожная линия, соединившая Торунь с Кёнигсбергом, в 1877 году основана гимназия. Численность населения в этот период увеличилась с 4000 в 1846 году до 6000 в 1875 году и до 25000 в 1895 году. В 1900 году более 35 % жителей были поляками. В тот же период Ольштын стал одним из центров польского национального движения в Вармии. В апреле 1886 выпущен первый номер «Газеты Ольштынской», польского издания, выходившего непрерывно до 1939 года.
В последние годы XIX века и в начале XX века были построены новые общественные здания, в том числе Новая ратуша (1915) в стиле голландского Ренессанса, неоготический костёл Святого Сердца Иисуса (1898) и неороманский костёл Св. Иосифа (1913), региональное управление (1911). В 1890 году началась газификация, а в 1892 году — телефонизация, шесть лет спустя появились современное водоснабжение и канализация, в 1907 году — электричество. На улицах появились трамваи, чуть позже построен аэродром.
В 1914 году Алленштайн был на короткое время занят русскими войсками, которые вышли из города после поражения в битве при Танненберге. На северной окраине города находятся захоронения российских солдат, погибших в тех боях.
После Первой мировой войны в южной части Восточной Пруссии был проведён плебисцит, на котором 11 июля 1920 года 97,8 % избирателей высказались в пользу пребывания города в составе Германии.
В 1930-х годах в зелёных окрестностях города появились новые жилые строения. В 1939 году в городе жило более 50 000 человек.
22 января 1945 года был взят красной армией, через несколько дней после штурма в результате возникшего пожара было уничтожено около 40 % зданий. 21 марта 1945 года в Вармии и Мазурах стало работать польское управление. Немецкое население было депортировано в западные районы Германии, на его место постепенно прибывали польские поселенцы, в том числе с территорий, перешедших к СССР. В 1946 году город имел население 23 000 человек, а в 1950 году — 45 000.
После 1945 года Ольштын, как административный центр воеводства, значительно вырос. Сюда была переведена из Фромборка епископская кафедра (с 1992 года — архиепископская). В 1999 году на базе трёх ВУЗов был создан университет Вармии и Мазур.
В настоящее время город продолжает развитие, в первую очередь жилой и промышленный район Jaroty (нем. Jomendorf) на юге города (в том числе на базе завода Michelin).

## Галерея
- Виадук
- Городские ворота Ольштына
- Костёл Святого Сердца Иисуса
- Старая ратуша
- Новая ратуша
- Кафедральный собор и Старый город
- Ольштынский замок
- Ольштынский замок
- Кирха Св. Якоба
- Евангелическая кирха

## Население
Население города в 2000 году достигло 172 000. Было подсчитано, что на каждого жителя приходилось в среднем 139 м² городских лесов, 3,5 м² парковой зоны, 43,5 м² водной поверхности.
По состоянию на 30 июня 2010 численность населения города составляла 176 522 жителей (21-е место в Польше), площадь города 88,33 км² (26-е место в стране), плотность населения 1998 чел./кв. км. Среди жителей было 94 545 женщин и 81 977 мужчин, что даёт соотношение 115 женщин на 100 мужчин.
Число лиц в возрасте до 18 лет — 17,18 %, старше 65 лет — 14,73 %.
С 2002 года население города неуклонно росло, что являлось достаточно редким случаем в стране (кроме Варшавы), однако в настоящее время наблюдается динамика падения.
В 2006 году заключено 903 браков, родилось 1619 детей, умерло 1257 человек, в том числе восемь детей. Естественный прирост населения в Ольштыне был 362 (2,15 на 1000 жителей). Сальдо миграции населения составило 273 человека, а уровень зарегистрированной безработицы был 6,8 %. В марте 2008 года уровень безработицы (рассчитанный на долю активного населения) снизился до 4,4 %.
В 2016 году численность населения Ольштына составила 173 444 человек.

## Экономика
В конце XIX века город выделялся наличием двух машиностроительных заводов и фабрики по производству спичек. К 1914 году функционировали уже около 60 промышленных предприятий, в том числе два молокозавода, 2 мельницы, 3 типографии, фабрика по производству горчицы, четыре пивоваренных завода, семь лесопилок, 9 мебельных фабрик, 7 кирпичных, 2 черепичных завода, 3 каретных мастерских, фабрика по изготовлению кнутов, фабрика по шитью перчаток и рукавиц, мастерская по плетению корзин, 2 фабрики по изготовлению гребней, 7 прачечных и красилен.
Быстрый экономический рост Ольштын также пережил после Второй мировой войны, когда город стал важным административным центром Вармии и Мазур.
В 1967 году открыт завод по изготовлению автомобильных шин. Развились производства, основанные на переработке сельскохозяйственной продукции, и лесоперерабатывающая промышленность.
В настоящее время Ольштын, наряду с Дембицей, является важнейшим центром шинной промышленности Польши (завод Stomil компании Michelin).
Развиты лесная и мебельная промышленность, производство продуктов питания (мясо, молочные продукты, хлеб, пивоварение), производятся транспортные средства, одежда, строительные материалы, полиграфическая продукция.

## Образование
Ольштын является главным центром образования воеводства и одним из крупнейших в Северной Польше.
В городе работают более ста средних учебных заведений и шесть ВУЗов.
Первым ВУЗом была открытая в 1950 году высшая сельскохозяйственная школа, преобразованная в 1969 году в академию сельского хозяйства и технологии. В 1999 году эта академия была объединена с высшей педагогической школой и Варминьским теологическим институтом в Варминьско-Мазурский университет, единственный государственный университет Варминьско-Мазурского воеводства, в котором обучается 35 000 студентов на 16 факультетах по 53 направлениям и 164 специальностям.
Основной кампус университета расположен в красивом пригороде Ольштына Кортово, у реки Кортувка.
Факультеты университета:
- Зооинженерный
- Биологический (в том числе биотехнология)
- Геодезии и пространственной экономики
- Гуманитарный (филология, в том числе польская, английская, немецкая, русская, украинская, восточно-славянская; журналистика и общественные связи; философия; история; международные отношения)
- Экологии и сельского хозяйства
- Математики и информатики
- Ветеринарный

- Экономический
- Медицинский
- Общественных наук (педагогика; специальная педагогика; политология; социальная работа; социология)
- Технических наук (строительство; энергетика; охрана труда; механика и машиностроение; лесная и сельскохозяйственная техника; мехатроника; научно-техническая информатика и образование)
- Продовольственный (в том числе товароведение)
- Охраны окружающей среды и рыболовства (в том числе аквакультура)
- Права и управления (в том числе внутренняя безопасность)
- Искусства
- Теологический

В настоящее время в городе имеются ещё четыре ВУЗа и два филиала:
- Ольштынская высшая школа имени Иосифа Русецкого (негосударственный ВУЗ, образован в 1997 году, специализируется на педагогике и здравоохранении, названа в честь своего первого ректора, умершего в 2000 году)[7]
- Ольштынская высшая школа информатики и управления имени Тадеуша Катарбиньского (основана в 1996 году, около 2000 студентов, названа в честь польского философа, умершего в 1981 году)[8]
- Высшая школа информатики и экономики Общества «Знание» (основана в 1997 году)[9]
- Высшая духовная семинария Варминьской католической митрополии «Hosianum»[10]
- Факультет гуманитарных и социальных наук варшавской высшей педагогической школы общества «Знание»
- Филиал гданьской высшей школы администрирования (действует с 2010 года)

Кроме того, в Ольштыне работает варминьско-мазурский университет третьего возраста (для немолодых людей).

## Достопримечательности

### Замок в Ольштыне
Замок варминского капитула. В 1348 году началось возведение древнейшего крыла замка. В более поздние времена здание подняли на один этаж, а в XV—XVI веках было пристроено южное крыло и верхняя часть башни. В период 1516—1521 годов администратором замка в Ольштыне был Николай Коперник. Этот великолепный пример готической архитектуры является местом, где с 1945 года размещается Музей Вармии и Мазур. Многие десятилетия музей собирает ценные памятники прошлого Варминьско-Мазурского региона. Экспозиции, регулярно организуемые музеем, представляют собрания экспонатов из разных областей.
Музей предлагает своим гостям показы рыцарских турниров, мероприятия под названием «Четверги с Коперником». Здесь проводятся общепольские замковые встречи «Споём поэзию» и концерты камерного ансамбля «Про Музика Антиква» (Pro Musica Antiqua), действующего под покровительством Музея Вармии и Мазур, и многие другие культурные мероприятия.
Рядом с замком протекает река Лына, по которой можно доплыть до польско-российской границы, а после её пересечения по реке Преголя — до Калининграда.
Среди многих уникальных, подлинных экспонатов ольштынского замка важнейшим является помещённая на стене внутренней галереи астрономическая экспериментальная таблица Николая Коперника 1517 года. С её помощью астроном проводил исследования по обозначению линии равноденствия, и она является единственным сохранившимся астрономическим прибором, собственноручно выполненным Коперником. Постоянная выставка, посвящённая Копернику, размещается в двух помещениях замка: во внутренней галерее и зале, который когда-то был частной квартирой администратора. Готическая архитектура этих залов является великолепным фоном для экспозиции, представляющей Николая Коперника как администратора владений капитула, защитника Ольштына в период польско-тевтонской войны, учёного экономиста, астронома. Экспозицию завершает презентация мебели, принадлежавшей Копернику.

### Прочие достопримечательности
- Высокие ворота — главный вход в Старый город
- Старая ратуша (XIV век)
- Новая ратуша (1912—1915)
- Собор Святого Якуба (XIV век, XVI век)

## Города-побратимы
- Гельзенкирхен (Германия) — декабрь 1992 года
- Луцк (Украина) — 19 декабря 1997 года
- Бельско-Бяла (Польша) — 2005 года[11]
- Кальп (Испания) — март 1989 года
- Вейфанг (Китай) — 18.11.2016[12][13]
- Рованиеми (Финляндия) — 1976 год

В 2022 году разорвано сотрудничество с городом Калининград.

## Известные уроженцы и жители
- Ян Липский (1690—1746) — польский католический священнослужитель, кардинал, епископ Луцкий (1732) и краковский (1732—1746). Дипломатический и государственный деятель Речи Посполитой.
- Войчех Плохарский — польский журналист, автор, композитор, путешественник.
- Зентара-Малевская, Мария — польская писательница и поэтесса.
- Мамед Халидов — польский боец смешанных единоборств чеченского происхождения.
- Йоанна Енджейчик — польский боец смешанных боевых искусств, чемпионка UFC в женской минимальной весовой категории.